# Dalby landsfiskalsdistrikt
Dalby landsfiskalsdistrikt var 1918–1964 ett landsfiskalsdistrikt i Malmöhus län, bildat när Sveriges indelning i landsfiskalsdistrikt trädde i kraft den 1 januari 1918, enligt beslut den 7 september 1917. Den 1 januari 1965 avskaffades i Sverige samtliga landsfiskaler och landsfiskalsdistrikt, och deras arbetsuppgifter delades upp på de nyskapade indelningarna polisdistrikt, åklagardistrikt och kronofogdedistrikt.
Landsfiskalsdistriktet låg under länsstyrelsen i Malmöhus län.

## Ingående områden
När Sveriges nya indelning i landsfiskalsdistrikt trädde i kraft den 1 januari 1952 (enligt kungörelsen 1 juni 1951) ändrades distriktets indelning dels genom kommunreformen 1952, dels genom överförande av områden till närliggande distrikt.

### Från 1918
Torna härad:
- Blentarps landskommun
- Bonderups landskommun
- Dalby landskommun
- Everlövs landskommun
- Hällestads landskommun
- Gödelövs landskommun
- Revinge landskommun
- Silvåkra landskommun
- Södra Sandby landskommun
- Veberöds landskommun

### Från 1 januari 1952
- Dalby landskommun
- Genarps landskommun
- Södra Sandby landskommun
- Veberöds landskommun